# Goldenstedt
Goldenstedt là một đô thị ở huyện Vechta, trong bang Niedersachsen, nước Đức. Đô thị Goldenstedt có diện tích 88,5 km². Đô thị này nằm bên sông Hunte, cự ly khoảng 12 km về phía đông bắc của Vechta.